# Onze-Lieve-Vrouw-van-Troostkapel (Tildonk)

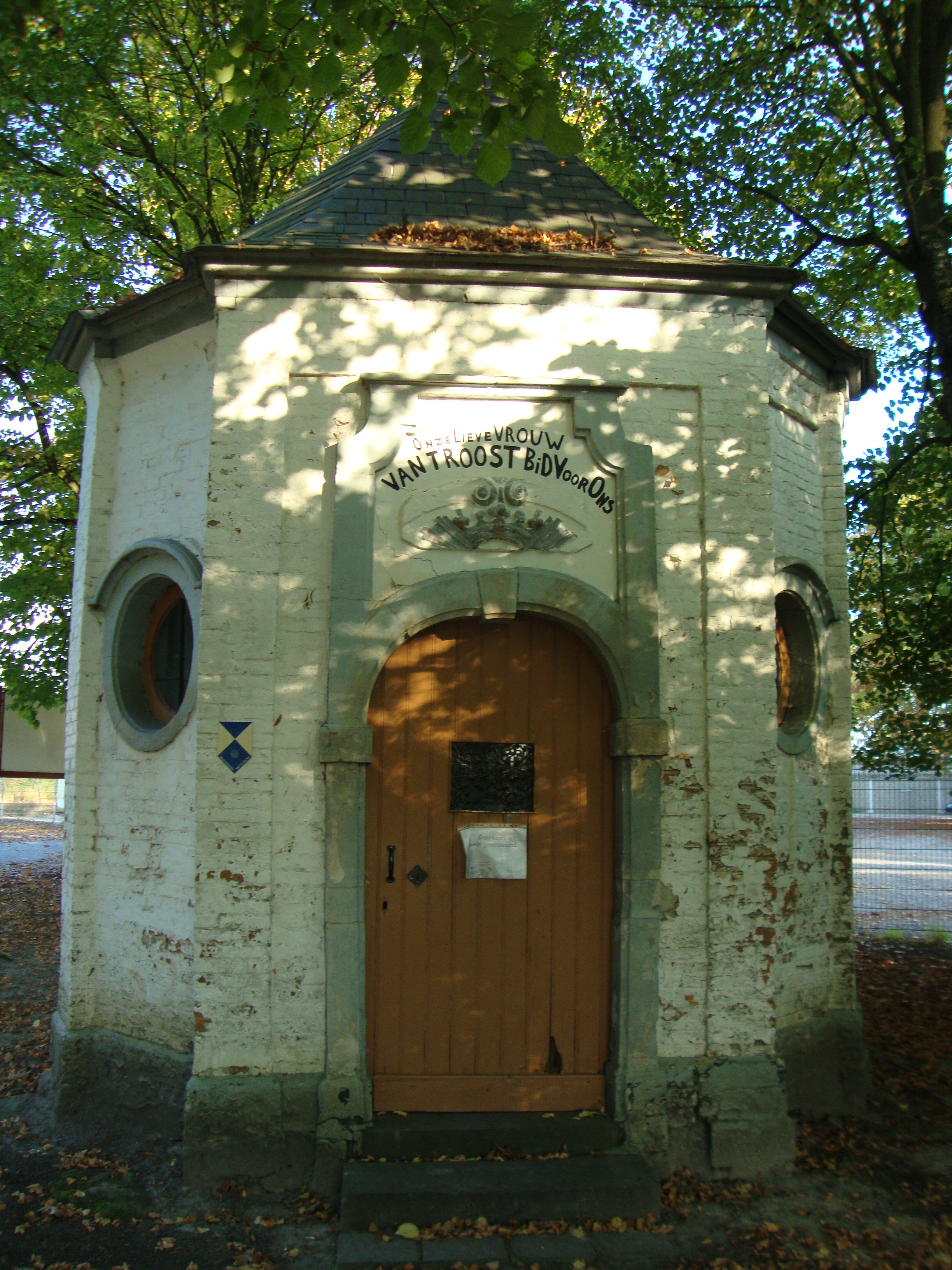
Onze-Lieve-Vrouw-van-Troostkapel

De Onze-Lieve-Vrouw-van-Troostkapel is een kapel in de tot de Vlaams-Brabantse gemeente Haacht behorende plaats Tildonk, gelegen aan de Kapelleweg.
Deze kapel bevindt zich in het gehucht Hambos. Hij behoorde vermoedelijk tot het voormalige Kasteel De Ster en werd voor het eerst aangegeven op een kaart van 1747.
De kapel heeft een achthoekige plattegrond en een kort, recht afgesloten, koor. Hij heeft een tentdak en is opgetrokken in baksteen en kalksteen. De kapel is witgeschilderd en de natuurstenen elementen werden grijs geschilderd.
De kapel wordt omgeven door lindebomen. In 1980 werden nieuwe bomen aangeplant.